# 斯諾萊克肖爾斯 (密西西比州)
斯諾萊克肖爾斯（英語：Snow Lake Shores）是位於美國密西西比州本頓縣的城鎮。

## 人口
根據2020年美國人口普查的數據，斯諾萊克肖爾斯的面積為2.32平方千米，當中陸地面積為1.76平方千米，而水域面積為0.56平方千米。當地共有人口306人，而人口密度為每平方千米132人。